# Hernando da Silva Ramos
 Hernando Joäo da Silva Ramos  va ser un pilot de curses automobilístiques brasiler que va arribar a disputar curses de Fórmula 1.
Hernando da Silva Ramos va néixer el 7 de desembre del 1925 a París, França.

## A la F1
Va debutar a la cinquena cursa de la temporada 1955 (la sisena temporada de la història) del campionat del món de la Fórmula 1, disputant el 19 de juny del 1955 el GP dels Països Baixos al Circuit de Zandvoort.
Hernando da Silva Ramos va participar en set curses puntuables pel campionat de la F1, disputades en dues temporades diferents (1955 i 1956) assolí un cinquè lloc com a millor posició.

## Resultats a la Fórmula 1
| Any  | Equip          | Xassís  | Motor   | 1   | 2     | 3   | 4   | 5     | 6       | 7       | 8       | Posició | Punts |
| ---- | -------------- | ------- | ------- | --- | ----- | --- | --- | ----- | ------- | ------- | ------- | ------- | ----- |
| 1955 | Equipe Gordini | Gordini | Gordini | ARG | MON   | 500 | BEL | HOL 8 | GBR Ret | ITA Ret |         | -       | 0     |
| 1956 | Equipe Gordini | Gordini | Gordini | ARG | MON 5 | 500 | BEL |       |         |         |         | 19è     | 2     |
| 1956 | Equipe Gordini | Gordini | Gordini |     |       |     |     | FRA 8 | GBR Ret | ALE     | ITA Ret | 19è     | 2     |

### Resum
| Curses: | Victòries: | Pòdiums: | Poles: | Voltes ràpides: | Punts: |
| ------- | ---------- | -------- | ------ | --------------- | ------ |
| 7       | 0          | 0        | 0      | 0               | 2      |